# Habenaria antennifera
Habenaria antennifera är en orkidéart som beskrevs av Achille Richard. Habenaria antennifera ingår i släktet Habenaria och familjen orkidéer. Inga underarter finns listade i Catalogue of Life.